# Brunhilde Verhenne
Brunhilde Solange Andries Verhenne (Oudenaarde, 11 september 1978) is een Vlaamse ex-Miss Belgian Beauty. Ze werkt als Communication - Events - Social Responsibility Manager bij Perrigo BCH HQ. Perrigo is de Amerikaanse Pharmareus die  het vroegere Omega Pharma overnam in 2015. Tussen 2010 en 2015 organiseerde ze voor Marc Coucke jaarlijks de "Omega Pharma Halve Marathon" in Nazareth.
Binnen haar functie voor Omega Pharma had ze ook als taak de contacten te onderhouden tussen de wielerploeg Etixx - Quickstep en de hoofdsponsor zelf. Tussen november 2013 en januari 2017 was zij ook de PR- en eventverantwoordelijke bij voetbalploeg KV Oostende.
Verder presenteert en ondersteunt zij zowel privé- als bedrijfsevents. 

## Opleiding
Verhenne studeerde in het middelbaar Economie-Wiskunde in het Sint-Pietersinstituut in Gent. Na deze opleiding zette ze haar studies verder aan de Hogeschool Gent in de richting Secretariaatsbeheer, optie Medisch secretariaat. Later volgde ze nog een taalopleiding en een cursus Algemeen Management in de social profit sector.

## Missverkiezingen
Verhenne werd in 1999 tijdens De Gulden Eifeesten verkozen tot Eikoningin in Kruishoutem. Hierdoor werd ze een jaar lang ambassadrice van de ei- en pluimveesector en dit tijdens de dioxinecrisis, waardoor Geert Hoste met haar een reportage maakte in "Geert Hoste redt het land". De verkiezing van Eikoningin presenteerde ze van 2000 tot 2005 samen met Marijn De Valck.
In 2000 werd Brunhilde Verhenne verkozen tot Miss Oost-Vlaanderen. Datzelfde jaar werd ze tweede eredame tijdens de verkiezing van Miss Vlaanderen. In 2001 nam ze deel aan Miss België en eindigde ze in de top 5. 
Echte bekendheid verwierf ze door haar bekroning tot Miss Belgian Beauty 2002. Hierdoor werkte ze een tijd als model en presentatrice. Verhenne was ook vaak te gast in tv-programma's als De Rode Loper, Mediamadammen, De Laatste Show en Villa Vanthilt. Ze nam ook deel aan allerlei programma's zoals Tien voor Taal, Hole in the Wall en won een aflevering van Fear Factor.
In 2004 organiseerde Verhenne de verkiezing "Miss Racing Star", deze wedstrijd werd gewonnen door Wendy Coremans.

## Actrice
Reeds in haar jeugd acteerde Verhenne. Zo speelde zij de kinderhoofdrol in Beatrijs, een openluchtspektakel onder leiding van Alain Platel en vertolkte ze meerdere rollen in "All Musical" een productie van Nadine Van Vossem.
Na haar titel kreeg ze de kans verschillende gastrollen te spelen. Zo was ze op het scherm te zien in Wittekerke in de rol van Claudia, maar ook in Witse en Ella. In Zone Stad dook ze reeds sinds 2003 regelmatig op als Nathalie De Jongh. Er volgden nog vele gastrollen.
In 2007 en 2008 was ze enkele afleveringen te zien in de VTM-serie Sara als Sylvie, de ex-vrouw van Steven De Sutter.

## Trivia
- Brunhilde Verhenne werd in 2001 tot ereburger van Oudenaarde benoemd.